# Tipula (Lunatipula) fascicula
Tipula (Lunatipula) fascicula is een tweevleugelige uit de familie langpootmuggen (Tipulidae). De soort komt voor in het Palearctisch gebied.